# Sălăgești
Sălăgești falu Romániában,  Erdélyben, Fehér megyében. Közigazgatásilag Bisztra községhez tartozik.

## Fekvése
A Mócvidéken, Bisztra közelében, Hudricești mellett fekvő település.

## Története
Sălăgeşti korábban Hudricești része volt. 1956 körül vált külön 105 lakossal.
1966-ban 104, 1977-ben 89, 1992-ben 48 és 2002-ben is 48 román lakosa volt.